# Bangilan (Bangilan)
Bangilan is een bestuurslaag in het regentschap Tuban van de provincie Oost-Java, Indonesië. Bangilan telt 7224 inwoners (volkstelling 2010).